# Leifite
La leifite est une espèce minérale du groupe des silicates et du sous-groupe des tectosilicates de formule Na2(Si,Al,Be)7(O,OH,F)14, pouvant présenter des traces de Ti, Fe, Mn, Zn, Mg, K, et d'eau.

## Inventeur et étymologie
La leifite a été décrite en 1915 par O. B. Bøggild ; elle fut nommée ainsi en l'honneur de Leif Erikson, aventurier islandais, fils d'Erik le Rouge.

## Topotype
- Narssârssuk pegmatite, Narssârssuk, Igaliku, Narsaq, Kitaa, Groenland[2].
- Les échantillons de référence sont déposés à l'Université de Copenhague au Danemark ainsi qu'au National Museum of Natural History de Washington DC.

## Cristallographie
- Paramètres de la maille conventionnelle : a = 14,352 Å, c = 4,852 Å, Z = 3, V = 865,52 Å3
- Densité calculée = 2,59

## Cristallochimie
La leifite sert de chef de file à un groupe de minéraux isostructuraux.

### Groupe de la leifite
- Eirikite : KNa6Be2Si15Al3O39F2, {\displaystyle P{\bar {3}}m1}; {\displaystyle {\bar {3}}2/m}
- Leifite : Na2(Si,Al,Be)7(O,OH,F)14, {\displaystyle P{\bar {3}}m1}; {\displaystyle {\bar {3}}2/m}
- Telyushenkoite : CsNa6Be2Si15Al3O39F2, {\displaystyle P{\bar {3}}m1}; {\displaystyle {\bar {3}}2/m}

## Gîtologie
- La leifite se trouve :
  - dans les pegmatites (Narssârssuk, Groenland);
  - dans un massif alcalin (Massif du Lovozero, Russie);
- *associée avec un complexe gabbro-syénite alcalin intrusif (Mont Saint-Hilaire, Canada)

### Minéraux associés
- microcline, aegirine, zinnwaldite, calcite (Narssârssuk, Groenland);
- albite, natrolite (massif du Lovozero, Russie);
- aegirine, albite, ancylite, catapléite, fluorite, genthelvite, manganoneptunite, microcline, montérégianite, natrolite, polylithionite, rhodochrosite (Mont Saint-Hilaire, Canada).

## Habitus
La leifite se trouve sous la forme de cristaux aciculaires et fibreux, en agrégats sphériques ou en prismes hexagonaux simples terminés en pinacoïde, pouvant atteindre 3 centimètres.

## Gisements remarquables
- Canada

Carrière la Poudrette, Mont Saint-Hilaire, Rouville, Montérégie, Québec
Complexe du lac étrange, Labrador, Terre-Neuve-et-Labrador
- Groenland

Narssârssuk pegmatite Narssârssuk
Complexe Ilimaussaq
Igaliku, Narsaq, Kitaa
- Norvège

Vesle Arøya, Langesundsfjorden, Larvik, Comté de Vestfold
- Russie

Région nordique
Oblast de Mourmansk
Péninsule de Kola
Massif des Khibiny
Kukisvumchorr Mt
Eveslogchorr Mt
Massif du Lovozero
Alluaiv Mt
Umbozero mine (Umba mine)
Shomiokitovoe corps de pegmatite
Karnasurt Mt
Natrolite Stock (Pegmatite No. 61)
Kuftn'yun Mt

## Galerie

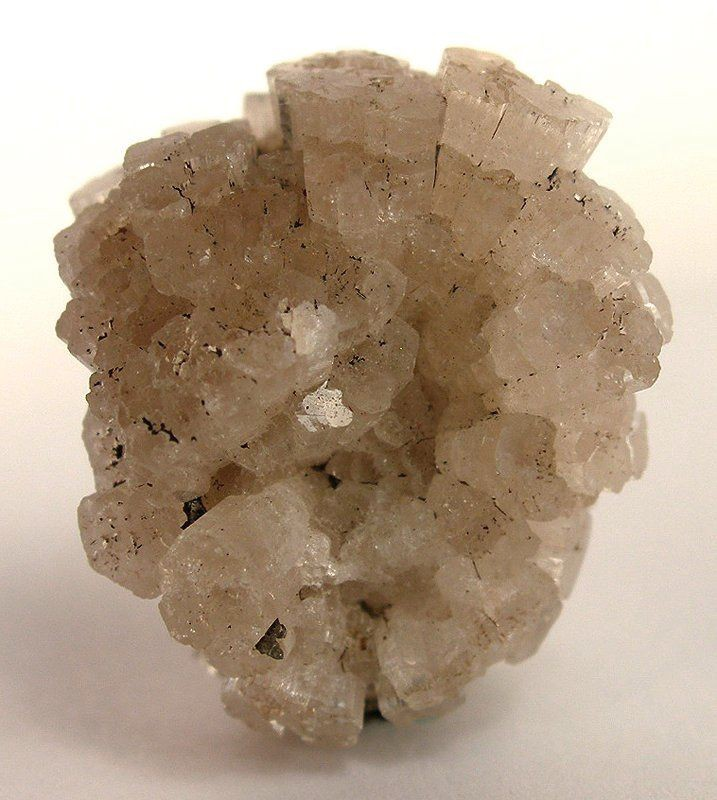
Leifite, Mont Saint-Hilaire, 1.8 x 1.5 x 1.4 cm.
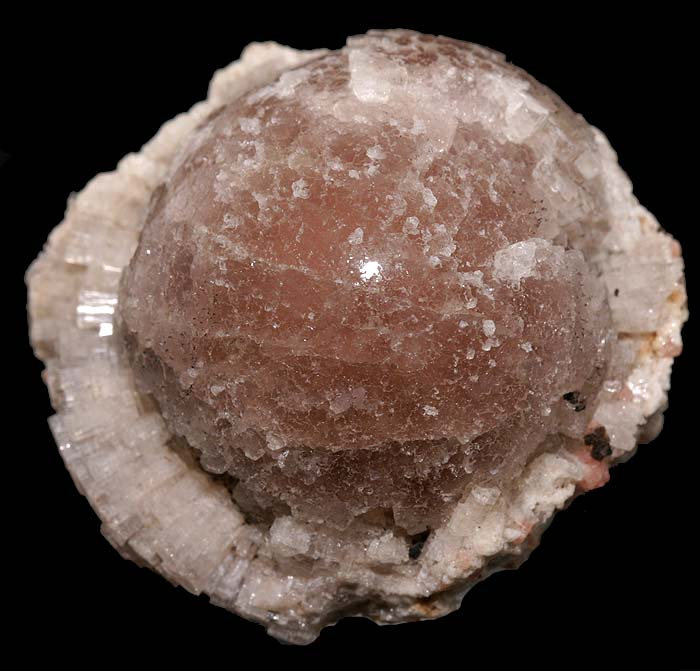
Leifite, Mont Saint-Hilaire, 4 x 3.5 x 2.75 cm